# Ville-sur-Lumes
Ville-sur-Lumes est une commune française, située dans le département des Ardennes en région Grand Est.

## Géographie
Les communes limitrophes sont Gernelle, Issancourt-et-Rumel, Lumes, Saint-Laurent et Vivier-au-Court.
| Saint-Laurent | Saint-Laurent   | Gernelle            |
| Saint-Laurent | Ville-sur-Lumes | Issancourt-et-Rumel |
| Lumes         | Lumes           | Vivier-au-Court     |

### Hydrographie
La commune est dans le bassin versant de la Meuse au sein du bassin Rhin-Meuse. Elle est drainée par le ruisseau d'Issancourt, le ruisseau de la Belle Fontaine et le ruisseau de la Truie,.

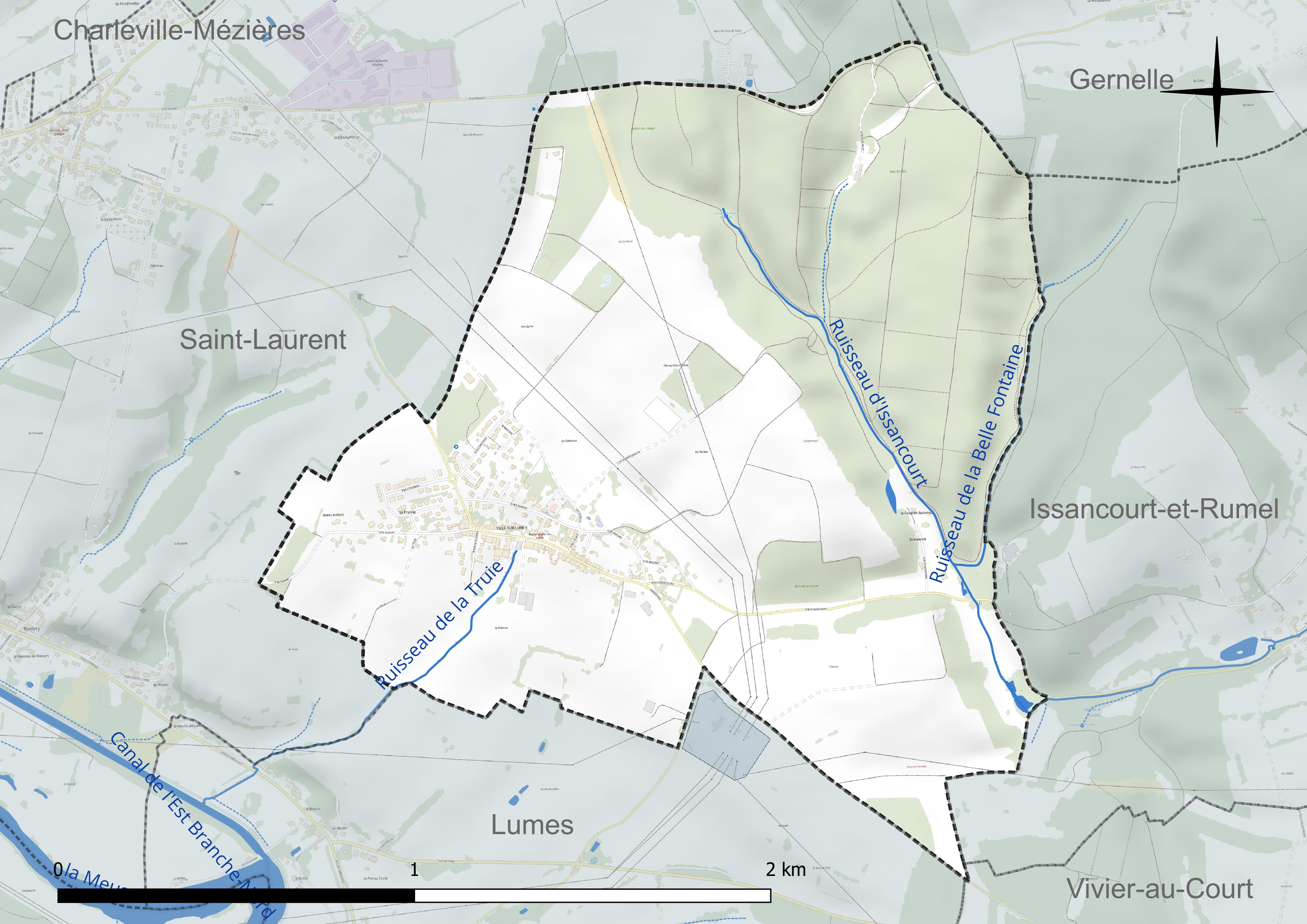
Réseau hydrographique de Ville-sur-Lumes.

### Climat
Pour des articles plus généraux, voir Climat du Grand Est et Climat des Ardennes.
En 2010, le climat de la commune est de type climat de montagne, selon une étude du Centre national de la recherche scientifique s'appuyant sur une série de données couvrant la période 1971-2000. En 2020, Météo-France publie une typologie des climats de la France métropolitaine dans laquelle la commune est exposée à un climat océanique altéré et est dans la région climatique  Lorraine, plateau de Langres, Morvan, caractérisée par un hiver rude (1,5 °C), des vents modérés et des brouillards fréquents en automne et hiver. 
Pour la période 1971-2000, la température annuelle moyenne est de 9,5 °C, avec une amplitude thermique annuelle de 15,2 °C. Le cumul annuel moyen de précipitations est de 991 mm, avec 13,8 jours de précipitations en janvier et 9,8 jours en juillet. Pour la période 1991-2020, la température moyenne annuelle observée sur la station météorologique de Météo-France la plus proche, « Charleville-Méz. », sur la commune de Charleville-Mézières à 6 km à vol d'oiseau, est de 9,9 °C et le cumul annuel moyen de précipitations est de 928,4 mm. 
La température maximale relevée sur cette station est de 39,2 °C, atteinte le 25 juillet 2019 ; la température minimale est de −17,5 °C, atteinte le 1er janvier 1997,,. 
Les paramètres climatiques de la commune ont été estimés pour le milieu du siècle (2041-2070) selon différents scénarios d'émission de gaz à effet de serre à partir des nouvelles projections climatiques de référence DRIAS-2020. Ils sont consultables sur un site dédié publié par Météo-France en novembre 2022.

## Urbanisme

### Typologie
Au 1er janvier 2024, Ville-sur-Lumes est catégorisée ceinture urbaine, selon la nouvelle grille communale de densité à 7 niveaux définie par l'Insee en 2022.
Elle est située hors unité urbaine. Par ailleurs la commune fait partie de l'aire d'attraction de Charleville-Mézières, dont elle est une commune de la couronne,. Cette aire, qui regroupe 132 communes, est catégorisée dans les aires de 50 000 à moins de 200 000 habitants,.

### Occupation des sols
L'occupation des sols de la commune, telle qu'elle ressort de la base de données européenne d’occupation biophysique des sols Corine Land Cover (CLC), est marquée par l'importance des territoires agricoles (51,1 % en 2018), une proportion sensiblement équivalente à celle de 1990 (51,2 %). La répartition détaillée en 2018 est la suivante :
forêts (39,7 %), prairies (30,3 %), terres arables (20,8 %), zones urbanisées (9,2 %). L'évolution de l’occupation des sols de la commune et de ses infrastructures peut être observée sur les différentes représentations cartographiques du territoire : la carte de Cassini (XVIIIe siècle), la carte d'état-major (1820-1866) et les cartes ou photos aériennes de l'IGN pour la période actuelle (1950 à aujourd'hui).

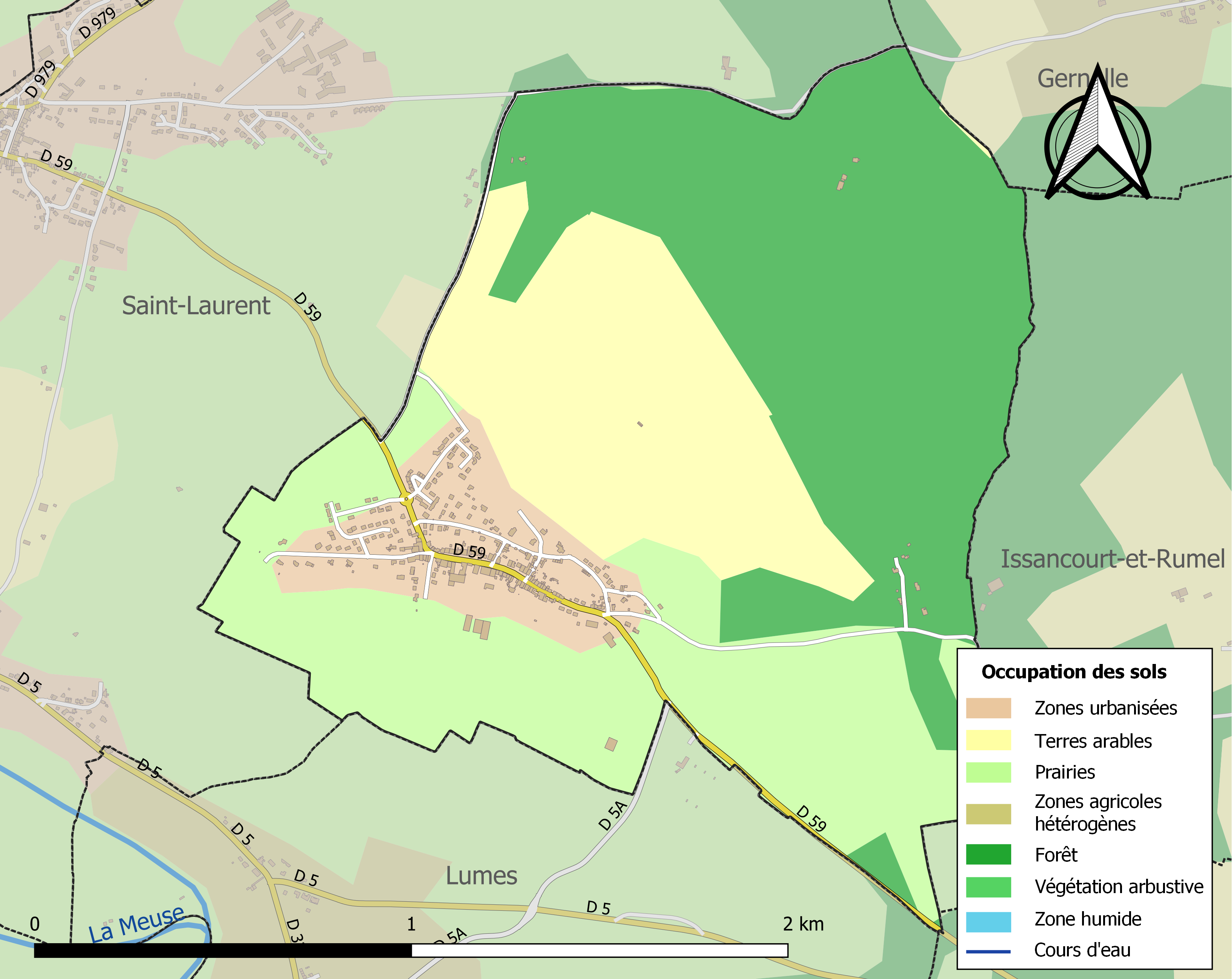
Carte des infrastructures et de l'occupation des sols de la commune en 2018 (CLC).

## Toponymie
Il s'agit d'une formation toponymique médiévale en Ville- au sens ancien de « domaine rural » ou de « village ». De l'appellatif toponymique Villers qui procède généralement du gallo-roman villare, dérivé lui-même du gallo-roman villa « grand domaine rural », issu du latin villa rustica. Il est apparenté aux types toponymiques Villars, Viller, Villiers, Weiler et Willer. Le mot ville est un vocable latin.
La localité est au nord de Lumes.

## Histoire
La commune fut créée aux dépens du territoire de la commune de Saint-Laurent en 1872.

## Politique et administration
| Période                                  | Période                   | Identité                                          | Étiquette | Qualité                       |
| ---------------------------------------- | ------------------------- | ------------------------------------------------- | --------- | ----------------------------- |
| avant 1875                               | après 1875                | Fuzellier                                         |           |                               |
| 1896                                     | 1904                      | Jean Auguste Baron (1853-1906)                    | POSR      | Ouvrier carrier puis cafetier |
| avant 1988                               | ?                         | Hubert Baron                                      |           |                               |
| mars 2001                                | mars 2014                 | Martine Bredy                                     |           |                               |
| mars 2014                                | En cours (au 25 mai 2020) | Jean-Louis Boucher Réélu pour le mandat 2020-2026 |           | Retraité                      |
| Les données manquantes sont à compléter. |                           |                                                   |           |                               |

## Démographie
L'évolution du nombre d'habitants est connue à travers les recensements de la population effectués dans la commune depuis 1872. Pour les communes de moins de 10 000 habitants, une enquête de recensement portant sur toute la population est réalisée tous les cinq ans, les populations de référence des années intermédiaires étant quant à elles estimées par interpolation ou extrapolation. Pour la commune, le premier recensement exhaustif entrant dans le cadre du nouveau dispositif a été réalisé en 2005.

En 2022, la commune comptait 529 habitants, en évolution de +1,73 % par rapport à 2016 (Ardennes : −2,97 %, France hors Mayotte : +2,11 %).
| 1872 | 1876 | 1881 | 1886 | 1891 | 1896 | 1901 | 1906 | 1911 |
| ---- | ---- | ---- | ---- | ---- | ---- | ---- | ---- | ---- |
| 288  | 265  | 256  | 288  | 264  | 261  | 273  | 255  | 305  |

| 1921 | 1926 | 1931 | 1936 | 1946 | 1954 | 1962 | 1968 | 1975 |
| ---- | ---- | ---- | ---- | ---- | ---- | ---- | ---- | ---- |
| 288  | 309  | 302  | 259  | 198  | 213  | 225  | 244  | 323  |

| 1982 | 1990 | 1999 | 2005 | 2006 | 2010 | 2015 | 2020 | 2022 |
| ---- | ---- | ---- | ---- | ---- | ---- | ---- | ---- | ---- |
| 371  | 340  | 373  | 458  | 459  | 495  | 519  | 526  | 529  |

## Lieux et monuments
- Église de la Nativité-de-la-Bienheureuse-Vierge-Marie de Ville-sur-Lumes.

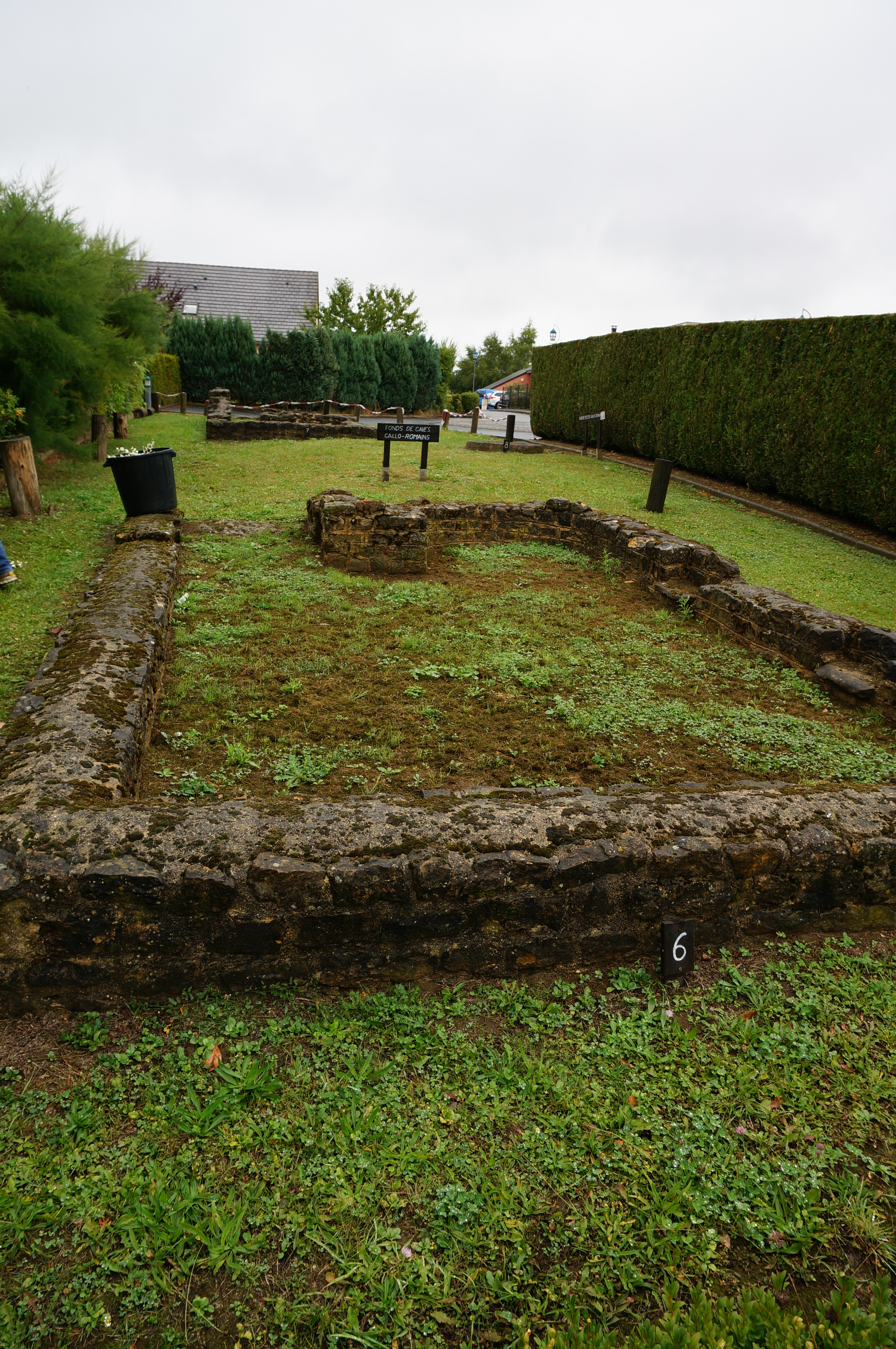
Fondations de maisons gauloises.

### Vestiges d'un vicus gallo-romain
- Les vestiges archéologique d'un vicus gaulois organisé autour d'un fanum ont été mis au jour en 1956.
- Le vicus gallo-romain s'étendait sur 60 à 80 ha et rassemblait 25 à 30 feux. Il fut détruit en 276. Les vestiges suivants ont été mis au jour :
  - temples,
  - fours de potier,
  - traces de four métallurgique,
  - habitations avec vestiges de caves,
  - collecteur d'eau de source avec aqueducs,
  - puits-citerne,
  - vestiges d'égouts,
  - trésor monétaire,
  - fibules, boucle de ceinture etc.,
  - deux nécropoles,
  - voie romaine Reims - Cologne,
  - énorme fossé du Bas-Empire, entourant en partie le vicus,
  - trous de poteaux d'habitations du Bas-Empire.

### Arboretum des Sarteaux
L'arboretum comporte une vingtaine d'essences d'arbres originaires de la région des Ardennes: Des haies vives, un verger un abri à insectes. Des panneaux permettent l'identification des espèces et apportent les informations les concernant.

## Personnalités liées à la commune
Jean-Paul Baron dit Frédérick Tristan, écrivain (Prix Goncourt 1983) est le fils de Rachel Baron-Perdraux née et décédée à Ville-sur-Lumes et petit-fils de Jean-Baptiste Théodule Baron et de Berthe Valtier, tous deux nés à Ville-sur-Lumes.
Le tueur en série Michel Fourniret a habité dans la commune, au 15, rue des Jardins.